# Relaciones Chile-Etiopía
Las relaciones Chile-Etiopía son las relaciones internacionales entre la República de Chile y el República Democrática Federal de Etiopía.

## Historia
Las relaciones bilaterales entre ambos países se remontan al 16 de octubre de 1945, fecha en que se cambiaron las notas diplomáticas correspondientes entre el encargado de negocios chileno en Estados Unidos, Arturo Bascuñán, y su par etíope, Getaoum Tessana. El 7 de junio de 1965, el gobierno de Chile designó como encargado de negocios en Etiopía a Hernán Sánchez.
A fines de 2015, Chile adoptó la decisión de abrir una embajada residente en Etiopía, considerándolo un país muy relevante a nivel internacional, al ser sede de la Unión Africana y de la Comisión Económica de Naciones Unidas para África.
En julio de  2022, ambos países suscribieron un memorándum de entendimiento sobre consultas políticas y otro de cooperación entre las instituciones académicas diplomáticas de ambos países.

## Relaciones comerciales
En 2022, el intercambio comercial entre ambos países ascendió a los $400 mil dólares estadounidenses, con una tasa de crecimiento anual promedio de -18% en los últimos cinco años. Los principales productos exportados por Chile son plantas de bayas, contenedores y cajas de papel, mientras que Etiopía exporta al país sudamericano principalmente prendas de algodón para bebés, café y calzado.

## Misiones diplomáticas
- Chile tiene una embajada en Adís Abeba[5] y un consulado honorario en Adama.[6]
- Etiopía esta acreditada ante Chile desde su embajada en Brasilia, Brasil.